# Чучулигово
Чучулигово (грч. Αναγέννηση, Анагениси) је насељено место у општини Сер у периферији Средишња Македонија, Грчка. Према попису из 2021. године било је 523 становника.
Према бугарском географу и историчару, Василу Канчову, у Чучулигову је 1900. године живело 560 Словена хришћана. Током Другог балканског и Првог светског рата село је настрадало и већи део мештана је избегао у Бугарску, тако је после рата остало 238 житеља. Године 1924. насељено је 111 грчких избегличких породица, укупно 464 особа. На попису из 1928. године Чучулигово је имало 767 становника, од чега су Грци били већина.